# Not All Dogs Go to Heaven
"Not All Dogs Go to Heaven" é o décimo primeiro episódio da sétima temporada da série de animação Family Guy. Ele foi originalmente ao ar no dia 29 de março de 2009 nos Estados Unidos pela Fox. O episódio foi escrito por Danny Smith e dirigido por Greg Colton. No enredo, Quahog sedia uma convenção de Star Trek e os membros do elenco de Star Trek: The Next Generation são convidados. Depois de não conseguir fazer alguma pergunta para os atores na sessão de Perguntas e Respostas, Stewie constrói um transporte em seu quarto para transportar o elenco e passar um dia com eles. Enquanto isso, Meg se torna uma cristã renascida e tenta converter o ateu Brian ao Cristianismo.
Este episódio teve resenhas mistas da crítica especializada e recebeu um Nielsen rating de 4.8/7. Patrick Stewart, Jonathan Frakes, Brent Spiner, LeVar Burton, Denise Crosby, Michael Dorn, Gates McFadden, Marina Sirtis e Wil Wheaton, todos de Star Trek: The Next Generation, apareceram como eles mesmos, e Adam West e Rob Lowe aparecem ao final do episódio em uma cena real.

## Enredo
Meg pega caxumba quando os Griffin vão a convenção anual de Star Trek em Quahog, porque Peter a forçou a ficar perto de um atendente irresponsável com caxumba para uma foto, acreditando que ele estava fantasiado de alienígena. Enquanto se recupera, Meg se torna uma cristã renascida depois de assistir a Kirk Cameron na televisão, e começa a deixar todos malucos com suas crenças. Meg fica chocada ao descobrir que Brian é um ateu. Ela tenta convencê-lo a se arrepender e se converter ao Cristianismo, porém ele seguidas vezes recusa. Tomando medidas drásticas, Meg espalha a informação de seu ateísmo para toda Quahog, que geralmente odeia ateus, fazendo de Brian um excluído social.
Por ter se tornado um pária, Brian é banido de todos os bares e lojas de conveniência na cidade, tornando impossível ele beber. Desesperado, e sofrendo de delirium tremens (ele alucina ver várias bebidas alcoólicas pedindo para serem bebidas), Brian finge estar arrependido e convence Meg a cessar todas as hostilidades contra ele para poder beber novamente, porém ela o leva a uma queima de livros que são "nocivos a Deus" (incluindo A Origem das Espécies, de Charles Darwin, e Uma Breve História do Tempo, de Stephen Hawking). Um revoltado Brian admite seu blefe e tenta convencer Meg que ela está errada. Quando Meg se recusa a ouvir, Brian diz que se um Deus amoroso realmente existe, então ele não teria criado Meg para ter uma mãe atraente como Lois, mas teria a criado não atraente como Peter, e que ela não estaria vivendo com pessoas que a desprezam e que fingem que ela não existe (junto com não se importarem com ela o suficiente para lhe darem uma vacina contra caxumba). Se sentindo envergonhada, Meg reconhece os argumentos de Brian e se desculpa por seu comportamento, confessando não saber como ela pode se sentir amada. Brian a conforta dizendo que as respostas estão dentro dela, e que o verdadeiro significado da existência está lá fora. Depois disso, é revelado que todo o universo de Family Guy se passa dentro de moléculas de um abajur no quarto do ator Adam West, que aparece com o ator Rob Lowe em uma cena real com cada um desejando uma boa noite ao outro.
Enquanto isso, furioso por não ter conseguido fazer uma pergunta para o elenco de Star Trek: The Next Generation na convenção, e pelo fato do elenco ter respondido a perguntas completamente não relacionadas a Star Trek, Stewie constrói um autentico transporte de Star Trek e transporta o elenco para entrevistá-los (em uma referência ao episódio "Skin of Evil", Denise Crosby é morta em uma demonstração de poder). Stewie decide passar o dia com todo o elenco, que inclui roubar a vã de Cleveland, almoçar no McDonald's, ir jogar boliche e visitar um parque de diversão. Entretanto, eles reclamam de coisas insignificantes e aborrecem muito Stewie, que os transporta de volta depois de afirmar que eles arruinaram Star Trek: The Next Generation para ele, desejando que todos morram.

## Produção
Seth MacFarlane, criador e produtor executivo de Family Guy, é um fã de Star Trek e fez duas aparições especiais como o engenheiro Alferes Rivers em Star Trek: Enterprise, em "The Forgotten" (temporada 3, episódio 20) e "Affliction" (temporada 4, episódio 15).[carece de fontes?] Os antigos membros do elenco de Star Trek: The Next Generation também já fizeram outras aparições especiais em Family Guy: Patrick Stewart, por exemplo, brevemente dublou Peter Griffin (normalmente dublado por MacFarlane) em "No Meals on Wheels" (temporada 5, episódio 14), seu personagem de American Dad!, Avery Bullock, em "Lois Kills Stewie" (temporada 6, episódio 5), e seu personagem de Star Trek: The Next Generation, Capitão Jean-Luc Picard, em "Peter's Got Woods" (temporada 4, episódio 11); Jonathan Frakes, Michael Dorn e Marina Sirtis também apareceram em "Peter's Got Woods" como seus respectivos personagens de Star Trek: The Next Generation: William T. Riker, Worf e Deanna Troi.
"Not All Dogs Go to Heaven" possui todos os membros do elenco original de Star Trek: The Next Generation: Stewart como Picard, Frakes como Riker, LeVar Burton como Geordi La Forge, Denise Crosby como Tasha Yar, Dorn como Worf, Gates McFadden como Beverly Crusher, Sirtis como Troi, Brent Spiner como Data e Wil Wheaton como Wesley Crusher. É também a primeira vez que o elenco, menos Crosby, trabalhou junto desde o filme Star Trek Nemesis (2002), apesar dos atores não terem se encontrado quando gravaram suas partes.
Wheaton gravou suas partes para o episódio em 20 de setembro de 2007. MacFarlane dirigiu as seções de gravação com o elenco convidado.

## Repercussão
"Not All Dogs Go to Heaven" recebeu um Nielsen rating de 4.8/7. Ahsan Haque da IGN chamou o episódio de "surpreendentemente refrescante", dizendo que as cenas com o elenco de The Next Generation corresponderam às expectativas. Ele também achou que "a jornada de Meg de procurar aceitação através da religião" foi bem feita. Steve Heisler da The A.V. Club, entretanto, deu ao episódio uma nota "C", criticando "Not All Dogs Go to Heaven" como chato e formulático, dizendo que os roteiristas "não tem ideia de como usar Meg".